# Nevrorthus apatelios
Nevrorthus apatelios is een insect uit de familie van de Nevrorthidae, die tot de orde netvleugeligen (Neuroptera) behoort. 
Nevrorthus apatelios is voor het eerst wetenschappelijk beschreven door H. Aspöck et al. in 1977.